# MS Karpaty
MS Karpaty – jeden z masowców zbudowany dla Polskiej Żeglugi Morskiej w japońskiej stoczni Tsuneishi w Tadotsu. Wodowanie pierwszego z serii 82-tysięczników tego armatora odbyło się 11 października 2012. Ochrzczony został 11 stycznia 2013 roku. Obecnie pływa pod banderą Liberii.
MS Karpaty to największy masowców typu Panamax, jaki pływał w całej historii PŻM i jednocześnie największy statek, jaki obecnie należy do polskich armatorów.

## Podstawowe dane jednostki
- długość: 228,99 m
- szerokość: 32,26 m
- wysokość boczna: 52,19 m
- zanurzenie: 14,43 m
- wolna burta: 5,62 m
- nośność: 82 138 DWT
- pojemność netto: 27 217 ton
- długość między pionami: 222,0 m
- prędkość eksploatacyjna w stanie załadowanym: 13,9 węzłów

## Statki bliźniacze
Do tej serii Panamax 3 (kamsarmaxy) należą jeszcze następujące jednostki: MS Sudety, MS Beskidy, MS Tatry, które weszły do eksploatacji w 2013 r.